# Max Friz
Max Friz (ur. 1 października 1883 w Bad Urach, zm. 9 czerwca 1966 w Tegernsee) – niemiecki inżynier, a także wyróżniający się konstruktor silników. Do szczególnej sławy przyczyniły się jego działalność w BMW.
Po szkole Friz miał zostać kupcem i objąć kierownictwo nad rodzinnym interesem. Jego skłonności do techniki były jednak silniejsze. Po czterech latach nauki w firmie Dampfmaschinenbau Kuhn (Budowa Maszyn Parowych Kuhn) w Cannstatt zapisał się w 1902 r. na ówczesną Königliche Baugewerkschule (Królewska Szkoła Budowlana) w Esslingen am Neckar, którą ukończył w 1904. Od 1906 pracował jako konstruktor w Daimler-Motoren-Gesellschaft (Kompania-Silnikowa-Daimler) w Untertürkheim, części miasta Stuttgart, gdzie jego dużym osiągnięciem było skonstruowanie silnika dla Mercedesa, którym Christian Lautenschlager w 1914 r. wygrał Grand Prix Francji. Pracując w latach 1912–1913 w Austro-Daimler opracował praktyczny czterosuwowy, rzędowy silnik lotniczy z wałkami rozrządu leżącymi w górnej części silnika.
Pod koniec 1916 Friz złożył aplikację na pozycję w Rapp Motorenwerke GmbH (Zakłady Silnikowe Rapp sp. z o.o.), pracując nadal dla Daimlera. Powodem tego była jego frustracja wywołana przez głównego inżyniera Paula Daimlera, który ignorował sugestie młodego asystenta dotyczące konstrukcji silnika. Postawiony w takiej sytuacji Friz przypomniał sobie o jego dawnym koledze, Karlu Rappie. Na początku Rapp zamierzał odrzucić podanie, jednakże Franz Josef Popp, główny dyrektor firmy, stwierdził niedobór zdolnych konstruktorów w firmie i zainterweniował na korzyść Friza zatrudniając go 2 stycznia 1917.
W firmie Daimlera, Max Friz trudził się na próżno opracowaniem przerośniętego silnika o wysokim stopniu sprężania, podczas gdy Paul Daimler zaangażował się zaledwie w technologię doładowania. Dopiero po przeprowadzeniu się do Monachium Friz mógł wdrożyć swoje pomysły. Po opracowaniu silników lotniczych BMW III i BMW IV inżynier stał się znany na całym świecie. Przede wszystkim przyczynił się do tego silnik BMW IIIa, który zawierał opracowany również przez niego gaźnik mogący pracować na dużych wysokościach, który pod koniec I wojny światowej umożliwiał dominację nad przeciwnikiem myśliwcom Fokker D VII. 10 sierpnia 1918 Frizowi przyznano prokurę.

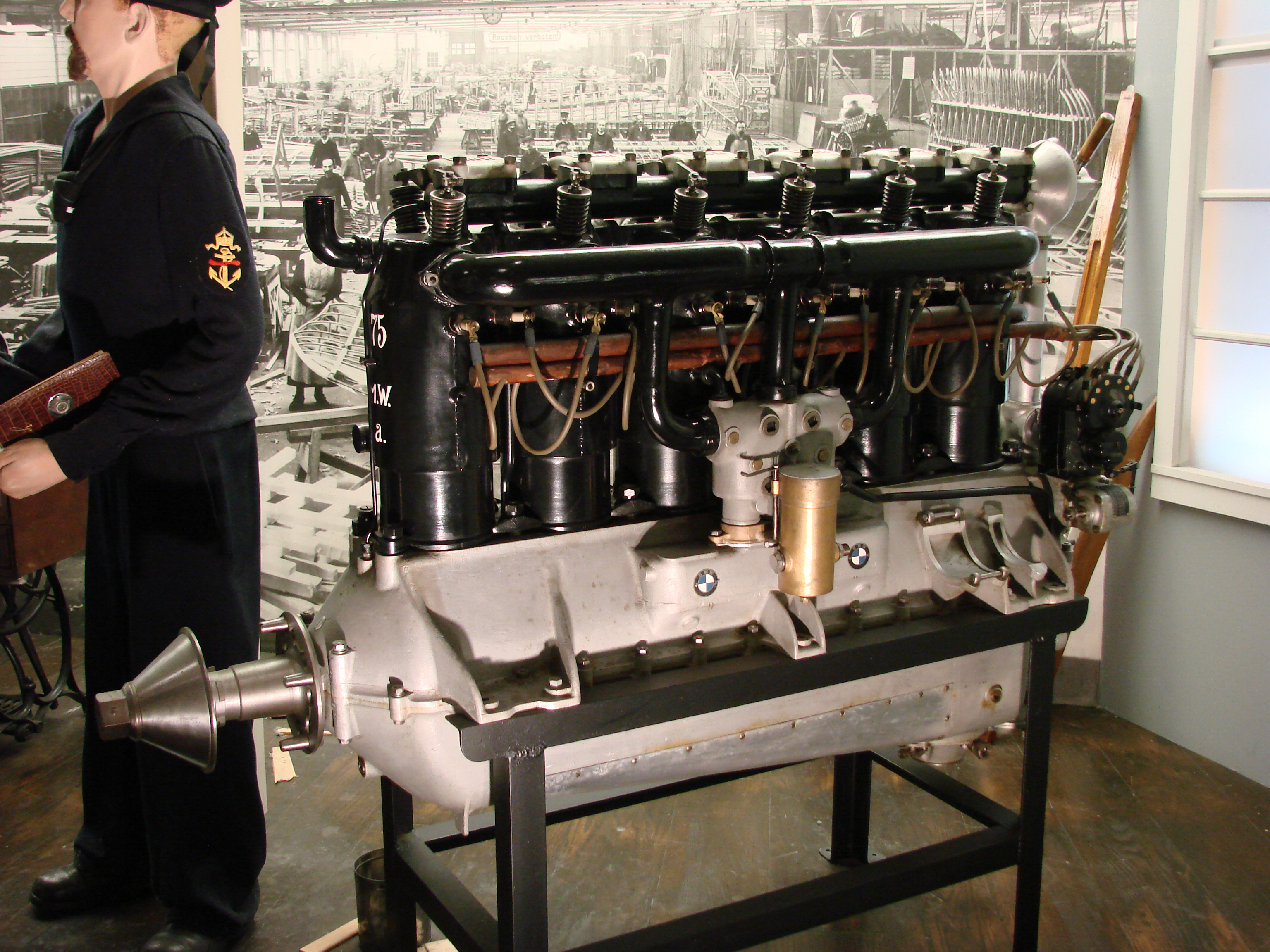
Silnik lotniczy BMW IIIa konstrukcji Maxa Friza, pierwszy produkt firmy BMW

Po przybyciu do Rapp Motorenwerke, zlecono Frizowi opracowanie silnika lotniczego który mógł wznieść i utrzymać samolot na znacznych wysokościach, był wytrzymały, a także lepszy aerodynamicznie. Latając na wyższych pułapach piloci wojskowi mieli strategiczną przewagę, ponieważ ciśnienie atmosferyczne maleje im wyżej leci samolot, co uniemożliwiało poprawne działanie konwencjonalnych silników na pułapie powyżej 3.000 metrów. Wiosną 1917 Friz pracował przy desce kreślarskiej nad jego rewolucyjnym silnikiem, podczas gdy sytuacja Rapp Motorenwerke wyglądała kiepsko. Dowództwo armii zamierzało wybrać kilka typów samolotów i silników lotniczych, a potem budować je na licencji w kilku firmach. Wiosną 1917 komisja z Reichswehr przeprowadziła inspekcję w zakładzie Rappa. Mieli zdecydować, który silnik będzie produkowany później na licencji w Monachium. W końcu, zarząd firmy był postawiony przed wyborem silników albo Daimlera albo Benza. Jednakże Franz Josef Popp zaproponował zaprezentowanie nowego silnika, silnika który do tamtego czasu istniał tylko na rysunkach Maxa Friza.

Zainteresowanie okazane ze strony oficerów było znaczne i wkrótce nie było mowy o degradacji firmy Rapp do rangi drobnych producentów. W rzeczywistości, Reichswehra była pod takim wrażeniem, że złożyła zamówienie na 600 sztuk, mimo tego że pierwszy prototyp nie został jeszcze wyprodukowany. Silnik lotniczy skonstruowany przez Friza sprawił, że firma Rapp Motorenwerke przez jedną noc przyczyniła się do wkładu w wojnę.

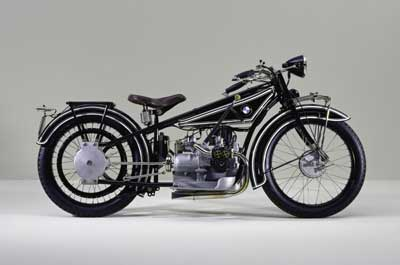
Motocykl BMW R32 konstrukcji Maxa Friza

Po zakończeniu wojny silnik BMW IIIa zapewnił sukcesu samolotowi Junkers F 13. Wskutek Traktatu Wersalskiego i jego zapisach mówiących o niemieckim lotnictwie, Friz i jego firma przerzucili się na budowę pojazdów naziemnych. W 1922 inwestor Camillo Castiglioni przeniósł Wydział Silników BMW z nazwą firmy BMW do Bayerische Flugzeugwerke AG (BFW) (Bawarskie Zakłady Lotnicze SA), której zakłady leżały również w Monachijskim Oberwiesenfeld, gdzie rozpoczęto produkcję silników dla najróżniejszych celów cywilnych. Tutaj, poprzez opracowanie motocykla BMW R32 w 1923 r., Friz ustanowił kamień milowy w technice pojazdów, wymyślając koncepcję, która do dzisiaj jest stosowana w BMW. W wyniku jej wykorzystania osiągnięto wiele sportowych sukcesów i światowych rekordów.
Wszystkie te osiągnięcia spełniały warunki na wyniesienie go na stanowisko dyrektora (Członka Zarządu) w Bayerische Motoren-Werke AG. W ten sposób 25 kwietnia 1925 Maxa Friza mianowano Dyrektorem Technicznym i w tym samym czasie nazwano go Głównym Konstruktorem firmy, pozycja, którą zachował do 13 września 1937. W związku ze swoim stanowiskiem, Friz podpisał się pod projektem silnika lotniczego BMW VI -nader istotnego dla lotnictwa niemieckiego- biorąc za niego odpowiedzialność. Samolot wyposażony w ten silnik wykorzystał Norweg Roald Amundsen zdobywając nim południowy biegun polarny i Szwajcar Walter Mittelholzer lecąc z Zurychu do Kapsztadu. Wiele samolotów nowo powstającej Luftwaffe było napędzanych przez silnik BMW VI. Friz odegrał również istotną rolę przy ustalaniu warunków licencji z amerykańską firmą Pratt & Whitney w sprawie produkcji na licencji silników „Wasp” i „Hornet”, które skierowały dalszy rozwój silników BMW w całkowicie inną stronę m.in. w kierunku silników gwiazdowych chłodzonych powietrzem. Od 21 grudnia 1934 do 15 listopada 1937 Friz był prezesem spółki BMW Flugmotorenbau GmbH (BMW Budowa Silników Lotniczych sp. z o.o.). W roku 1938 Friz przejął też kierownictwo nad nową spółką Flugmotorenfabrik Eisenach GmbH (Fabryka Silników Lotniczych Eisenach sp. z o.o.). W tym samym roku przyjęto go jako członka zwykłego do Deutsche Akademie für Luftfahrtforschung (Niemiecka Akademia Badań Lotniczych) w Berlinie. W 1945 r. Friz przeszedł na emeryturę, przeprowadzając się do swojego domu w Tegernsee. W 1954 r. Technische Hochschule München (Wyższa Szkoła Techniczna w Monachium) w uznaniu za jego zasługi przyznała mu tytuł doktor honoris causa. W 1966 r. Friz zmarł w Tegernsee.